# Jean Soan de Goto
Saint Jean Soan de Goto, né en 1578 sur une des îles de Goto (Japon) et mort (exécuté) le 5 février 1597 à Nagasaki (Japon), était un séminariste jésuite japonais. Avec 25 autres chrétiens il fut crucifié en haine de la foi chrétienne. Les vingt-six martyrs du Japon furent béatifiés le 3 juillet 1627 par le pape Urbain VIII et canonisés le 8 juin 1862 par le pape Pie IX.  Avec les 25 autres martyrs Jean Soan de Goto est liturgiquement commémoré le 6 février.

## Biographie
Né en 1578 de parents chrétiens vivant sur une des iles de l’archipel de Goto, au Japon, (d’où le nom ‘Jean de Goto’ qu’on lui donne parfois) Jean Soan reçoit une éducation chrétienne à Nagasaki, où ses parents se sont réfugiés, fuyant une vague de persécutions des chrétiens lancée par le daimyo de Goto.
En 1591 Jean se trouve parmi les séminaristes de Shiki qui apprennent l’art et la musique sacrée. A 15 ans il demande son admission dans la Compagnie de Jésus. Trop jeune pour être admis il est envoyé seconder les missionnaires comme catéchiste. Ce qu’il fait avec succès. Plus tard, alors qu’il se trouve à Osaka il est admis comme novice.   
En décembre 1596 le novice est arrêté avec les autres jésuites d’Osaka qui se trouvaient dans la résidence ce jour-là. Ils sont conduits à la prison de Miyako où ils rejoignent six franciscains et leurs tertiaires. 
Le 3 janvier 1597 les prisonniers sont condamnés à mort. Pour l’exemple l’exécution par crucifiement aura lieu à Nagasaki où se trouve une communauté chrétienne relativement importante. Un long et pénible voyage de quatre semaines les conduit de Miyako à Nagasaki. 
Peu avant d’arriver à Nagasaki, à l’hôpital Saint Lazare d’Urakami, un prêtre jésuite parvient à entrer en contact avec eux. Il entend leurs confessions et reçoit les vœux religieux de Jean Soan et de Jacques Kisaï.
Au pied de la colline Nishizaka où l’exécution va avoir lieu Jean dit au revoir à son père âgé. Le 5 février 1597 il est crucifié avec les autres sur cette colline, aujourd’hui connue sous le nom de 'Colline des martyrs’. Des témoins affirment qu’il mourut en chantant.

## Vénération
- Avec les 25 autres martyrs japonais Jean Soan est canonisé par Pie IX le 8 juin 1862. Liturgiquement les 26 martyrs du Japon sont commémorés le 6 février.
- Un monument est élevé à leur mémoire à Nagasaki, et la conférence des évêques catholiques du Japon a désigné comme « haut lieu de pèlerinage national », le site de leur crucifiement.